# California State University, Bakersfield

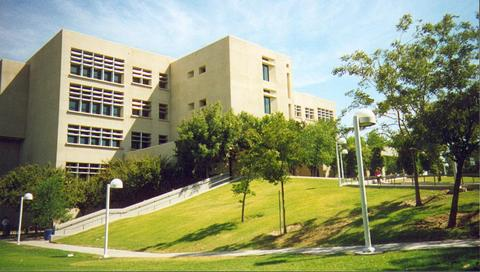
Die Walter Stiern Library der CSUB

Die California State University, Bakersfield (auch CSUB oder CSU Bakersfield genannt) ist eine staatliche Universität in Bakersfield im US-Bundesstaat Kalifornien. Sie wurde 1965 gegründet. Die Hochschule ist Teil des California-State-University-Systems. Neben dem Hauptcampus in Bakersfield befindet sich ein weiterer Campus im Antelope Valley Center in Lancaster im Los Angeles County.

## Studienangebot
Das Studienangebot beinhaltet unter anderem:
- Geistes- und Sozialwissenschaften
- Naturwissenschaften und Mathematik
- Pädagogik
- Wirtschaftswissenschaften und Öffentliche Verwaltung

## Sport
Die Sportteams der CSUB sind die Bakersfield Roadrunners. Die Hochschule ist Mitglied in der Big West Conference.